# 长距元胡
长距元胡（学名：Corydalis schanginii）为罂粟科紫堇属下的一个种。

## 扩展阅读
- 維基物種上的相關：长距元胡
- 维基共享资源上的相關多媒體資源：长距元胡